# Champlin (Nièvre)
Pour les articles homonymes, voir Champlin.
Champlin est une commune française située dans le département de la Nièvre, en région Bourgogne-Franche-Comté.

## Géographie
Champlin est une commune rurale située à 5 km de Brinon-sur-Beuvron et à 13 kilomètres de Prémery. Elle se trouve à 35 km au nord-est de Nevers et est entourée des communes de Montenoison, Arthel, Champallement et Bussy.
Le village est situé à 245 mètres d'altitude. Champlin s'étend sur environ 8 km2.
Au cœur du département nivernais, bordé de champs dominé par les céréales, parsemé également de prairies verdoyantes et massifs forestier luxuriants. 

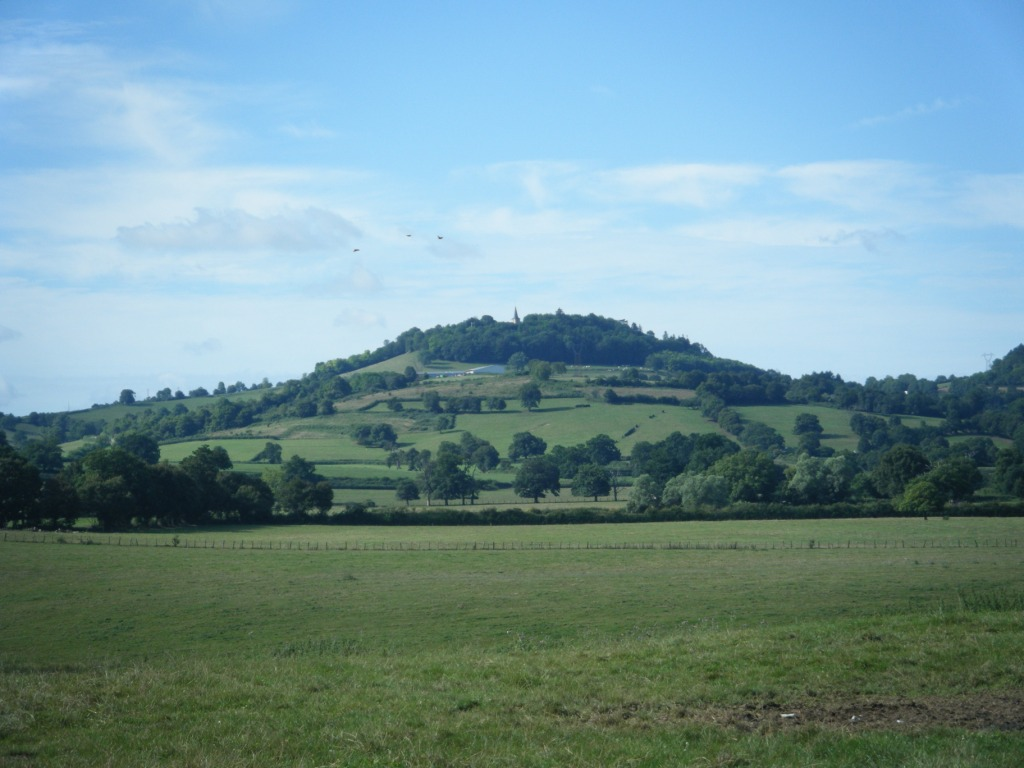
Champlin vue de la bute de Montenoison.

### Climat
Pour des articles plus généraux, voir Climat de la Bourgogne-Franche-Comté et Climat de la Nièvre.
En 2010, le climat de la commune est de type climat océanique dégradé des plaines du Centre et du Nord, selon une étude du Centre national de la recherche scientifique s'appuyant sur une série de données couvrant la période 1971-2000. En 2020, Météo-France publie une typologie des climats de la France métropolitaine dans laquelle la commune est exposée à un climat océanique altéré et est dans la région climatique  Centre et contreforts nord du Massif Central, caractérisée par un air sec en été et un bon ensoleillement. 
Pour la période 1971-2000, la température annuelle moyenne est de 11,1 °C, avec une amplitude thermique annuelle de 16,4 °C. Le cumul annuel moyen de précipitations est de 895 mm, avec 12,9 jours de précipitations en janvier et 8 jours en juillet. Pour la période 1991-2020, la température moyenne annuelle observée sur la station météorologique de Météo-France la plus proche, « Premery », sur la commune de Prémery à 11 km à vol d'oiseau, est de 11,1 °C et le cumul annuel moyen de précipitations est de 911,1 mm. 
La température maximale relevée sur cette station est de 40,5 °C, atteinte le 11 août 2003 ; la température minimale est de −15,1 °C, atteinte le 26 janvier 2007,,. 
Les paramètres climatiques de la commune ont été estimés pour le milieu du siècle (2041-2070) selon différents scénarios d'émission de gaz à effet de serre à partir des nouvelles projections climatiques de référence DRIAS-2020. Ils sont consultables sur un site dédié publié par Météo-France en novembre 2022.

## Urbanisme

### Typologie
Au 1er janvier 2024, Champlin est catégorisée commune rurale à habitat très dispersé, selon la nouvelle grille communale de densité à sept niveaux définie par l'Insee en 2022.
Elle est située hors unité urbaine et hors attraction des villes,.

### Occupation des sols
L'occupation des sols de la commune, telle qu'elle ressort de la base de données européenne d’occupation biophysique des sols Corine Land Cover (CLC), est marquée par l'importance des territoires agricoles (92,7 % en 2018), une proportion identique à celle de 1990 (92,7 %). La répartition détaillée en 2018 est la suivante : prairies (58,1 %), terres arables (34,6 %), forêts (7,3 %). L'évolution de l’occupation des sols de la commune et de ses infrastructures peut être observée sur les différentes représentations cartographiques du territoire : la carte de Cassini (XVIIIe siècle), la carte d'état-major (1820-1866) et les cartes ou photos aériennes de l'IGN pour la période actuelle (1950 à aujourd'hui).

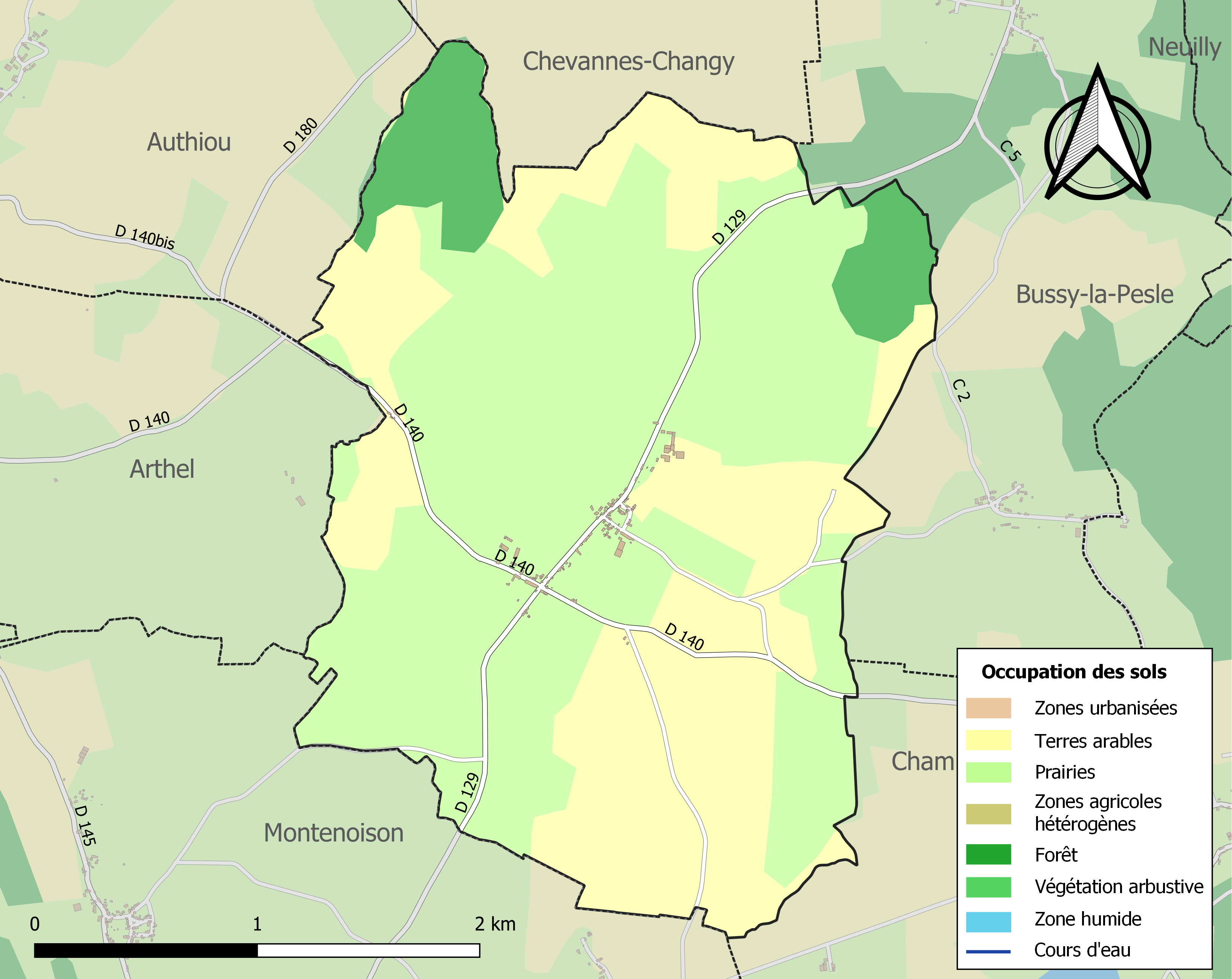
Carte des infrastructures et de l'occupation des sols de la commune en 2018 (CLC).

## Toponymie
La première mention connue du nom de la commune remonte à 1136 : Ecclesia de Canabo. On relève également les formes suivantes : Champlin (épitaphe dans l’église de Giry, 1480) et Chamlin (carte de Cassini).

## Histoire
- 1136 : première mention connue du nom du village.
- En 1680, Ludovic de Veilhan est le baron de Champlin, Giry et Arzembouy. Il demeure ordinairement à Paris, rue d’Orléans[14].
- En 1832, un cabaretier de la commune tire de sa fenêtre tire deux deux coups de fusil sur le maire et le greffier de la justice de paix de Prémery, les blessant tous deux grièvement. Il s’enfuit ensuite dans les bois et s’y donne la mort[15].
- En 1901[16], le nombre d'habitants de Champlin, qui compte 74 maisons, s'élève à 225 individus. La commune compte un curé[17], un instituteur public[18], trois cantonniers, un garde champêtre et un garde particulier. Il n’y a que deux commerçants : un buraliste et une épicière-aubergiste. Les artisans sont un peu plus nombreux : 4 maçons (dont un entrepreneur en maçonnerie), 3 sabotiers, 2 jardiniers, 1 tailleur de pierre, 1 maréchal-ferrant, 1 couturière, 1 tailleur d’habits et 1 tisserand. La catégorie socioprofessionnelle la plus représentée est celle des domestiques (23 individus, dont 14 domestiques de ferme, 3 domestiques attachés à la personne, 3 filles de chambre, 2 cuisinières et 1 lingère), suivie par les propriétaires-exploitants (15), les journaliers agricoles (10) et les fermiers (3). On recense également dans la commune un cocher. Au total, on relève à Champlin 23 professions différentes. On n’y trouve, selon le recensement de 1901, ni médecin ni notaire ni sage-femme. Il n’y a pas non plus d’étranger. Comme dans bon nombre de communes nivernaises, certaines familles du village accueillent un « nourrisson »[19] : elles sont 8 à Champlin.

## Politique et administration
| Période                                  | Période  | Identité               | Étiquette | Qualité     |
| ---------------------------------------- | -------- | ---------------------- | --------- | ----------- |
| avant 1951                               | ?        | Albert Cabarat         | MRP       | Agriculteur |
| avant 1995                               | ?        | Bernard Viellard-Baron |           |             |
| Avril 2015                               | En cours | Jean-Marc Maringe      |           | Salarié     |
| Les données manquantes sont à compléter. |          |                        |           |             |

## Démographie
L'évolution du nombre d'habitants est connue à travers les recensements de la population effectués dans la commune depuis 1793. Pour les communes de moins de 10 000 habitants, une enquête de recensement portant sur toute la population est réalisée tous les cinq ans, les populations de référence des années intermédiaires étant quant à elles estimées par interpolation ou extrapolation. Pour la commune, le premier recensement exhaustif entrant dans le cadre du nouveau dispositif a été réalisé en 2004.

En 2022, la commune comptait 42 habitants, en évolution de +7,69 % par rapport à 2016 (Nièvre : −3,28 %, France hors Mayotte : +2,11 %).
| 1793 | 1800 | 1806 | 1821 | 1831 | 1836 | 1841 | 1846 | 1851 |
| ---- | ---- | ---- | ---- | ---- | ---- | ---- | ---- | ---- |
| 237  | 176  | 208  | 253  | 250  | 324  | 300  | 267  | 239  |

| 1856 | 1861 | 1866 | 1872 | 1876 | 1881 | 1886 | 1891 | 1896 |
| ---- | ---- | ---- | ---- | ---- | ---- | ---- | ---- | ---- |
| 252  | 238  | 244  | 239  | 266  | 263  | 245  | 222  | 228  |

| 1901 | 1906 | 1911 | 1921 | 1926 | 1931 | 1936 | 1946 | 1954 |
| ---- | ---- | ---- | ---- | ---- | ---- | ---- | ---- | ---- |
| 229  | 217  | 208  | 176  | 153  | 147  | 132  | 135  | 110  |

| 1962 | 1968 | 1975 | 1982 | 1990 | 1999 | 2004 | 2006 | 2009 |
| ---- | ---- | ---- | ---- | ---- | ---- | ---- | ---- | ---- |
| 97   | 79   | 66   | 52   | 50   | 48   | 33   | 30   | 40   |

| 2014 | 2019 | 2022 | - | - | - | - | - | - |
| ---- | ---- | ---- | - | - | - | - | - | - |
| 39   | 39   | 42   | - | - | - | - | - | - |

## Culture locale et patrimoine

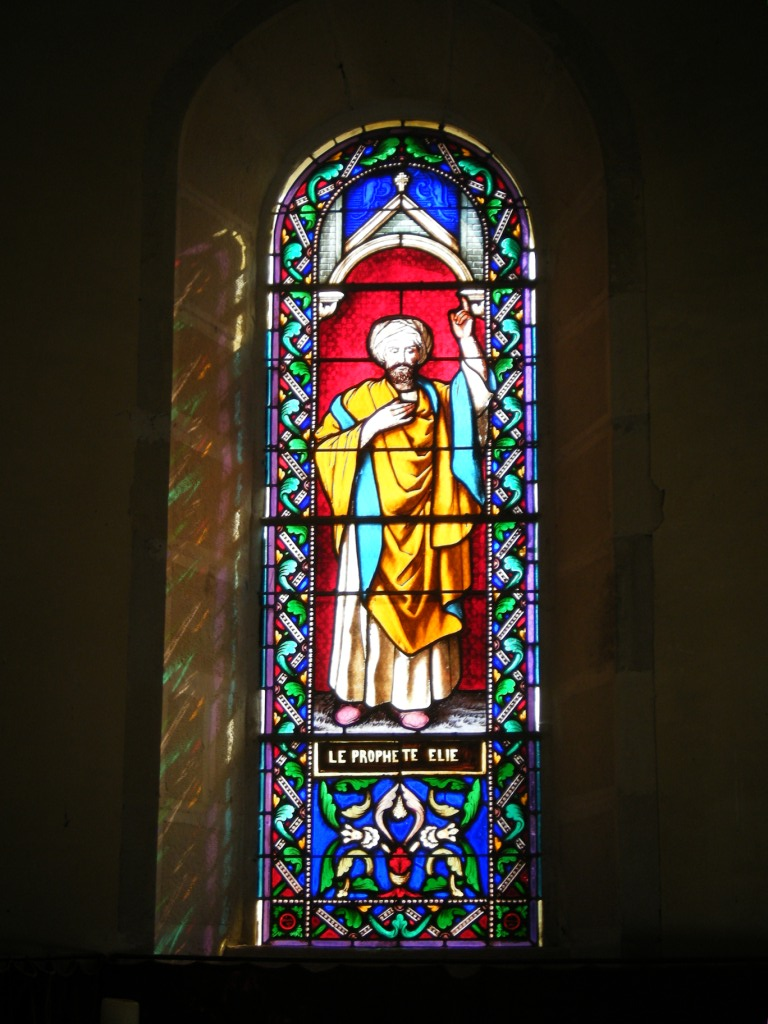
Champlin. Vitrail représentant le prophète Élie.

### Lieux et monuments
- Église Notre-Dame-de-la-Nativité, édifice néo-roman, consacré en 1871, construite sur l'ancienne chapelle datant du XVIe siècle. La Naissance de la Vierge, huile sur toile de 1758,  Le prophète Elie, la Vierge Marie, saint Jacques, vitraux de 1870. Ouvert le premier samedi et le troisième dimanche de juin à septembre de 13 h à 18 h[24].

### Personnalités liées à la commune
- Antoine Adalbert Baille (1768-1813), militaire français de la Révolution et de l’Empire né dans la commune.